# Tarnogórki
Tarnogórki – uroczysko - dawna osada w Polsce położona w województwie zachodniopomorskim, w powiecie gryfińskim, w gminie Widuchowa.
Nazwę Tarnogórki wprowadzono urzędowo w 1948 roku, zastępując poprzednią niemiecką nazwę Stephanshohe.
Nazwa z nadanym identyfikatorem SIMC występuje w zestawieniach archiwalnych TERYT z 1999 roku.
Nazwa funkcjonowała do 2008 roku i została zniesiona.